# مارسل دووال
مارسل دووال (انگلیسی: Marcel Duval) فرد نظامی اهل کانادا است.